# Rasvåg
Rasvåg är en ort i Flekkefjords kommun i Agder fylke i södra Norge. Orten ligger vid änden av fylkesväg 4132, på den södra delen av ön Hidra.
Tidigare har orten tillhört dåvarande Hidra kommun.